# Carlos Lopes (artista)
Carlos Roberto Ferreira Lopes (Poconé, 1961) é um artista plástico, ceramista e gravador brasileiro.

## Biografia e carreira
Carlos Lopes nasceu em Poconé e mudou-se para Cuiabá aos cinco anos de idade. Passou a desenhar aos oito anos de idade com lápis e papel.
Na adolescência, Lopes frequentou o Ateliê Livre da extinta Fundação Cultural. Entre os anos de 1979 e 1985, ele teve aulas com Dalva Barros que o ensinou noções de desenho, pintura e história da arte.
Lopes participou do Salão Jovem Arte Mato-Grossense várias vezes e, em quatro edições, figurou na lista de vencedores. O artista faz parte da segunda geração da arte mato-grossense e ganhou o prêmio Estímulo no 1.º Salão Mato-grossense de Artes Plásticas em 1989.
Lopes já exibiu seu trabalho em mostras individuais e coletivas em diversas cidades do Brasil, entre elas Cuiabá, Chapada dos Guimarães, Rondonópolis, Várzea Grande, Campo Grande, Brasília e São Paulo.